# Le Naturien
Le Naturien est un périodique mensuel libertaire publié en 1898 et « revendiquant l'indépendance absolue par le retour à la Nature (et non à l'état primitif) ».
Dès les années 1890, le « naturianisme » promeut la désertion du monde industriel alors en pleine expansion, en faveur du retour à l'état naturel de la Terre, à la vie naturelle, dans une démarche de simplicité volontaire.
Le mouvement naturien est un précurseur en France de la décroissance,.

## Éléments historiques
Le terme naturianisme apparait à Paris, en 1894, sous la plume du peintre dessinateur Émile Gravelle qui publie le journal illustré L’État naturel et la part du prolétaire dans la civilisation (1894-1898),.
Le Naturien lui succède et publie quatre numéros entre mars et juin 1898.
Émile Gravelle et Henri Zisly participent à la rédaction. On trouve également le nom de Henri Beylie au sommaire du premier numéro.
L'ensemble de la publication fait l'objet d'une réimpression, à Reims en 1992, sous la direction de Tanguy L'Aminot,.

## Postérité
De 1921 à 1925, puis en 1927 à l'initiative de Louis Rimbault,, est publié Le Néo-naturien, « revue (mensuelle) des idées philosophiques et naturiennes » à laquelle participent, notamment, Sophie Zaïkowska, Jean Lébédeff et Georges Butaud.
Selon Henry Le Fevre, qui en fut le fondateur et le gérant,, « Le néo-naturianisme est un réactif contre notre époque de décadence et de dégénérescence, contre la vie de laideur que crée notre société industrialiste standardisée, taylorisée, où l'individu est broyé. A la ville tentaculaire, au luxe insolent, au mensonge, à la chimie meurtrière, à la vie artificielle, aux forces du mal et de la contrainte, le néo-naturianisme oppose son principe de vie : La Liberté dans la Nature ».
Selon Serge Latouche, « Dans leurs conflits et divergences, dans leur contradictions mêmes, les naturiens furent d'indéniables précurseurs de la décroissance, de son utopie comme de ses difficultés ».

### Sources primaires
- Le Naturien (1898), les quatre numéros en ligne sur archivesautonomies.org.
- Collectif, Communautés, naturiens, végétariens, végétaliens et crudivégétaliens dans le mouvement anarchiste français, Brignoles, Invariance, 1994, [lire en ligne].
- Henri Zisly, « Naturianisme », Encyclopédie anarchiste, initiée par Sébastien Faure, 1925-1934, [lire en ligne].
- Henry Le Fevre, « Néo-naturianisme », Encyclopédie anarchiste, initiée par Sébastien Faure, 1925-1934, [lire en ligne].